# Szeplőtelen Jane
A Szeplőtelen Jane (eredeti cím: Jane the Virgin) 2014 és 2019 között futott amerikai televíziós sorozat, a venezuleai Juana la virgen című telenovella feldolgozása. A műsor alkotója Jennie Snyder Urman, a történet pedig egy Jane nevű nőről szól, akit egy kavarodás miatt véletlenül mesterségesen megtermékenyítettek. A címszereplőt Gina Rodriguez játssza, mellette a főbb szerepekben megtalálható többek közt Andrea Navedo, Yael Grobglas, Justin Baldoni és Ivonne Coll.
A sorozatot az Amerikai Egyesült Államokban a The CW adta 2014. október 13. és 2019. július 31. között. Magyarországon először a Viasat 3 mutatta be 2018. január 2-án, majd a harmadik évadtól a Sony Max folytatta 2018. június 22-től.

## Cselekmény
Jane Villanueva egy fiatal, vallálos venezuelai-amerikai nő, aki egy hotelban dolgozik miamiban és nagy álma, hogy egyszer telenovellákat írjon. Jane nagyanyjának tett fogadalma miatt a házasságáig tartogatja a szüzességét, azonban egy orvosi vizsgálat során összekeverik egy másik nővel, így őhelyett Jane-t termékenyítik meg mesterségesen. A donor ráadásul az egykori playboy Rafael Solano, aki házas és annak a hotelnak az új tulajdonosa, ahol Jane dolgozik – ráadásul ő Jane fiatalkori szerelme is. A helyzeten tovább ront, hogy Rafael utolsó lefagyasztott sejtmintáját használták fel a megtermékenyítéshez, így ez a férfi utolsó esélye arra, hogy apa lehessen. Jane így végül megszüli a gyereket, a nevelés nehézségei mellett pedig választani is kénytelen a gyerek apja és rendőr barátja között is, akivel a sorozat kezdetekor már két éve járnak.

## Szereplők
| Szereplő                         | Színész          | Magyar hang            |
| -------------------------------- | ---------------- | ---------------------- |
| Jane Gloriana Villanueva         | Gina Rodriguez   | Laudon Andrea          |
| Xiomara "Xo" Gloriana Villanueva | Andrea Navedo    | Hámori Eszter          |
| Petra Solano                     | Yael Grobglas    | Böhm Anita             |
| Rafael Solano                    | Justin Baldoni   | Horváth-Töreki Gergely |
| Rogelio de la Vega               | Jaime Camil      | Barát Attila           |
| Narrátor                         | Anthony Mendez   | Mihályi Győző          |
| Michael Cordero Jr.              | Brett Dier       | Czető Roland           |
| Dr. Luisa Alver                  | Yara Martinez    | Sallai Nóra            |
| Magda Anděl                      | Priscilla Barnes | Menszátor Magdolna     |
| Scott                            | Wes Armstrong    | Markovics Tamás        |
| Lina Santillan                   | Diane Guerrero   | Lamboni Anna           |
| Armstrong                        | Greg Collins     | Bolla Róbert           |
| Steve Billings                   | David Marciano   |                        |
| Rose                             | Bridget Regan    | Mezei Kitty            |

## Epizódok
| Évad | Évad | Epizódok | Eredeti sugárzás  | Eredeti sugárzás  | Eredeti adó | Magyar sugárzás  | Magyar sugárzás   | Magyar adó |
| Évad | Évad | Epizódok | Évadpremier       | Évadfinálé        | Eredeti adó | Évadpremier      | Évadfinálé        | Magyar adó |
| ---- | ---- | -------- | ----------------- | ----------------- | ----------- | ---------------- | ----------------- | ---------- |
|      | 1    | 22       | 2014. október 13. | 2015. május 11.   | The CW      | 2018. január 2.  | 2018. január 31.  | Viasat 3   |
|      | 2    | 22       | 2015. október 12. | 2016. május 16.   | The CW      | 2018. február 1. | 2018. március 2.  | Viasat 3   |
|      | 3    | 20       | 2016. október 17. | 2017. május 22.   | The CW      | 2018. június 22. | 2018. július 19.  | Sony Max   |
|      | 4    | 17       | 2017. október 13. | 2018. április 20. | The CW      | 2019. január 21. | 2019. február 12. | Sony Max   |
|      | 5    | 19       | 2019. március 27. | 2019. július 31.  | The CW      | 2020. január 11. | 2020. március 7.  | Sony Max   |

## Díjak és jelölések
| Év                     | Díj                                             | Kategória                                               | Jelölt                                    | Eredmény |
| ---------------------- | ----------------------------------------------- | ------------------------------------------------------- | ----------------------------------------- | -------- |
| 2014                   | AFI-díj                                         | Az év tévéműsora                                        | Szeplőtelen Jane                          | Elnyerte |
| 2014                   | TV Guide Award                                  | Legjobb új sorozat                                      | Szeplőtelen Jane                          | Jelölve  |
| 2015                   | People’s Choice Awards                          | Az év új vígjátékműsora                                 | Szeplőtelen Jane                          | Elnyerte |
| 2015                   | Golden Globe-díj                                | Legjobb televíziós komédia- vagy musicalsorozat         | Szeplőtelen Jane                          | Jelölve  |
| 2015                   | Golden Globe-díj                                | Legjobb női főszereplő (musical- vagy vígjátéksorozat)  | Gina Rodriguez                            | Elnyerte |
| 2015                   | Peabody-díj                                     | Kitüntetés                                              | Szeplőtelen Jane                          | Elnyerte |
| 2015                   | Critics' Choice Award                           | Legjobb vígjátéksorozat                                 | Szeplőtelen Jane                          | Jelölve  |
| 2015                   | Critics' Choice Award                           | Legjobb női főszereplő vígjátéksorozatban               | Gina Rodriguez                            | Jelölve  |
| 2015                   | Critics' Choice Award                           | Legjobb férfi mellékszereplő vígjátéksorozatban         | Jaime Camil                               | Jelölve  |
| 2015                   | Golden Reel Award                               | Legjobb hangvágás                                       | Susan Ham, Sharyn Gersh                   | Jelölve  |
| 2015                   | TVLine, a hét előadója                          | Kitüntetés                                              | Jaime Camil ("Tizenkettedik rész")        | Elnyerte |
| 2015                   | TVLine, a hét előadója                          | Kitüntetés                                              | Gina Rodriguez ("Huszadik rész")          | Elnyerte |
| 2015                   | Teen Choice Awards                              | Legjobb színész vígjátéksorozatban                      | Jaime Camil                               | Jelölve  |
| 2015                   | Teen Choice Awards                              | Legjobb színésznő vígjátéksorozatban                    | Gina Rodriguez                            | Jelölve  |
| 2015                   | Teen Choice Awards                              | Legkiemelkedőbb műsor                                   | Szeplőtelen Jane                          | Jelölve  |
| 2015                   | Teen Choice Awards                              | Legjobb áttörő alakítást nyújtó színész                 | Gina Rodriguez                            | Jelölve  |
| 2015                   | Teen Choice Awards                              | Legjobb csók sorozatban                                 | Gina Rodriguez, Justin Baldoni            | Jelölve  |
| 2015                   | TCA-díj                                         | Legjobb új műsor                                        | Szeplőtelen Jane                          | Jelölve  |
| 2015                   | TCA-díj                                         | Legjobb vígjáték                                        | Szeplőtelen Jane                          | Jelölve  |
| 2015                   | TCA-díj                                         | Legjobb szereplő vígjátékban                            | Gina Rodriguez                            | Jelölve  |
| 2015                   | Imagen Award                                    | Legjobb főműsoridős televíziós műsor (vígjáték)         | Szeplőtelen Jane                          | Elnyerte |
| 2015                   | Imagen Award                                    | Legjobb női főszereplő televíziós műsorban              | Gina Rodriguez                            | Elnyerte |
| 2015                   | Imagen Award                                    | Legjobb férfi mellékszereplő televíziós műsorban        | Justin Baldoni                            | Jelölve  |
| 2015                   | Imagen Award                                    | Legjobb férfi mellékszereplő televíziós műsorban        | Jaime Camil                               | Jelölve  |
| 2015                   | Imagen Award                                    | Legjobb női mellékszereplő televíziós műsorban          | Ivonne Coll                               | Jelölve  |
| 2015                   | Imagen Award                                    | Legjobb női mellékszereplő televíziós műsorban          | Andrea Navedo                             | Elnyerte |
| 2015                   | Gold Derby Award                                | Legjobb vígjátéksorozat                                 | Szeplőtelen Jane                          | Jelölve  |
| 2015                   | Gold Derby Award                                | Legjobb női főszereplő vígjátéksorozatban               | Gina Rodriguez                            | Jelölve  |
| 2015                   | Gold Derby Award                                | Áttörő alakítást nyújtó színész                         | Gina Rodriguez                            | Elnyerte |
| 2015                   | EWwy Award                                      | Legjobb vígjátéksorozat                                 | Szeplőtelen Jane                          | Elnyerte |
| 2015                   | EWwy Award                                      | Legjobb női főszereplő vígjátékaorozatban               | Gina Rodriguez                            | Elnyerte |
| 2015                   | EWwy Award                                      | Legjobb féefi mellékszereplő vígjátéksorozagban         | Jaime Camil                               | Jelölve  |
| 2015                   | Primetime Emmy-díj                              | Legjobb narrátor                                        | Anthony Mendez                            | Jelölve  |
| 2015                   | Voice Arts Award                                | Legjobb narrátor                                        | Anthony Mendez                            | Elnyerte |
| 2015                   | Gotham Award                                    | Legjobb hosszútávú sorozat                              | Szeplőtelen Jane                          | Jelölve  |
| 2015                   | Dorian Award                                    | Campy TV, az év műsora                                  | Szeplőtelen Jane                          | Elnyerte |
| 2015                   | Online Film and Television Association Award    | Legjobb színésznő                                       | Gina Rodriguez                            | Jelölve  |
| 2015                   | Online Film and Television Association Award    | Legjobb női vendégszereplő                              | Rita Moreno                               | Elnyerte |
| 2015                   | Maxwell Weinberg-díj                            | Maxwell Weinberg-díj                                    | Arpi Ketendjian CBS Studios               | Elnyerte |
| 2015                   | NHMC Impact Gala Award                          | Kitüntetés                                              | Gina Rodriguez                            | Elnyerte |
| 2015                   | HOLA Award                                      | Áttörő alakítást nyújtó színész                         | Andrea Navedo                             | Elnyerte |
| 2015                   | GiRL POWER Media Role Model Award               | Kitüntetés                                              | Gina Rodriguez                            | Elnyerte |
| 2015                   | GiRL POWER Media Role Model Award               | Kitüntetés                                              | Andrea Navedo                             | Elnyerte |
| 2015                   | GiRL POWER Media Role Model Award               | Kitüntetés                                              | Ivonne Coll                               | Elnyerte |
| 2015                   | International Drama Award                       | Legjobb minisorozat                                     | Szeplőtelen Jane                          | Jelölve  |
| 2015                   | International Drama Award                       | Legjobb színésznő                                       | Gina Rodriguez                            | Jelölve  |
| 2015                   | International Drama Award                       | Legjobb rendező                                         | Brad Silberling                           | Jelölve  |
| 2015                   | Paleyfest LA                                    | Kitüntetés                                              | Szeplőtelen Jane                          | Elnyerte |
| 2016                   | Satellite Award                                 | Legjobb televíziós sorozat (zenés vagy vígjátéksorozat) | Szeplőtelen Jane                          | Jelölve  |
| 2016                   | Satellite Award                                 | Legjobb színésznő (zenés vagy vígjátéksorozat)          | Gina Rodriguez                            | Jelölve  |
| 2016                   | NAACP Image Award                               | Legjobb színésznő vígjátéksorozatban                    | Gina Rodriguez                            | Jelölve  |
| 2016                   | NAACP Image Award                               | Legjobb forgatókönyv vígjátéksorozazban                 | Jennie Snyder Urman                       | Jelölve  |
| 2016                   | NAACP Image Award                               | Legjobb rendezés vígjátéksorozatban                     | Brad Silberling                           | Jelölve  |
| 2016                   | Golden Globe-díj                                | Legjobb női főszereplő (musical- vagy vígjátéksorozat)  | Gina Rodriguez                            | Jelölve  |
| 2016                   | Critics' Choice Award                           | Legjobb vígjátéksorozat                                 | Szeplőtelen Jane                          | Jelölve  |
| 2016                   | Critics' Choice Award                           | Legjobb női főszereplő vígjátéksorozatban               | Gina Rodriguez                            | Jelölve  |
| 2016                   | Critics' Choice Award                           | Legjobb férfi mellékszereplő vígjátéksorozatban         | Jaime Camil                               | Jelölve  |
| 2016                   | TVLine, a hét előadója                          | Kitüntetés                                              | Yael Grobglas ("Harminchatodik rész")     | Jelölve  |
| 2016                   | Golden Reel Award                               | Legjobb hangvágás                                       | Susan Ham, Sharyn Gersh                   | Jelölve  |
| 2016                   | GMS Award                                       | Legjobb zenei vezető                                    | Kevin J. Edelman                          | Jelölve  |
| 2016                   | The Women's Image Award                         | Legjobb színésznő vígjátéksorozatban                    | Gina Rodriguez                            | Jelölve  |
| 2016                   | The Women's Image Award                         | Legjobb vígjátéksorozat                                 | Szeplőtelen Jane                          | Jelölve  |
| 2016                   | The Women's Image Award                         | Legjobb forgatókönyv sorozatbab                         | Jennie Snyder Urman ("Első rész")         | Jelölve  |
| 2016                   | Artios Award                                    | Legjobb casting vígjátéksorozatban                      | Alyson Silverberg, Jonathan Clay Harris   | Jelölve  |
| 2016                   | Frijolywood Award /Frijoldeoro Award            | Legjobb forgatókönyv vígjátéksorozatban                 | Carolina Rivera                           | Elnyerte |
| 2016                   | Frijolywood Award /Frijoldeoro Award            | Legjobb férfi mellékszereplő vígjátéksorozatban         | Jaime Camil                               | Elnyerte |
| 2016                   | NHMC Impact Award                               | Legjobb alakítás vígjátéksorozatban                     | Andrea Navedo                             | Elnyerte |
| 2016                   | Cine Award                                      | Legjobb vígjátéksorozat                                 | Szeplőtelen Jane                          | Jelölve  |
| 2016                   | Cine Award                                      | Legjobb női főszereplő vígjátéksorozatban               | Gina Rodriguez                            | Jelölve  |
| 2016                   | Cine Award                                      | Legjobb férfi mellékszereplő                            | Jaime Camil                               | Jelölve  |
| 2016                   | Cine Award                                      | Legjobb női mellékszereplő                              | Ivonne Coll                               | Elnyerte |
| 2016                   | Young Artist Award                              | Legjobb alakítás televíziós sorozatban                  | Madison Rojas                             | Jelölve  |
| 2016                   | Teen Choice Award                               | Legjobb vígjátéksorozat                                 | Szeplőtelen Jane                          | Jelölve  |
| 2016                   | Teen Choice Award                               | Legjobb színész vígjátéksorozatban                      | Jaime Camil                               | Jelölve  |
| 2016                   | Teen Choice Award                               | Legjobb színésznő vígjátéksorozatban                    | Gina Rodriguez                            | Jelölve  |
| 2016                   | Primetime Emmy-díj                              | Legjobb narrátor                                        | Anthony Mendez                            | Jelölve  |
| 2016                   | EWwy Award                                      | Legjobb női főszereplő vígjátéksorozatban               | Gina Rodriguez                            | Jelölve  |
| 2016                   | EWwy Award                                      | Legjobb férfi mellékszereplő vígjátéksorozatban         | Jaime Camil                               | Jelölve  |
| 2016                   | Imagen Award                                    | Legjobb főműsoridős vígjátéksorozat                     | Szeplőtelen Jane                          | Elnyerte |
| 2016                   | Imagen Award                                    | Legjobb női főszereplő televíziós sorozatban            | Gina Rodriguez                            | Elnyerte |
| 2016                   | Imagen Award                                    | Legjobb férfi mellékszereplő vígjátéksorozatban         | Jaime Camil                               | Elnyerte |
| 2016                   | Imagen Award                                    | Legjobb női mellékszereplő vígjátéksorozatban           | Andrea Navedo                             | Jelölve  |
| 2016                   | TVLine, a hét előadója                          | Kitüntetés                                              | Gina Rodriguez ("Negyvenhetedik rész")    | Elnyerte |
| 2017                   | Golden Globe-díj                                | Legjobb női főszereplő (musical- vagy vígjátéksorozat)  | Gina Rodriguez                            | Jelölve  |
| 2017                   | People’s Choice Awards                          | Az év televíziós vígjátéka                              | Szeplőtelen Jane                          | Jelölve  |
| 2017                   | People’s Choice Awards                          | Az év tévés vígjátékszínésznője                         | Gina Rodriguez                            | Jelölve  |
| 2017                   | Black Reel Award                                | Legjobb színésznő vígjátéksorozatban                    | Gina Rodriguez                            | Jelölve  |
| 2017                   | MTV Movie & TV Award                            | Legjobb amerikai történet                               | Szeplőtelen Jane                          | Jelölve  |
| 2017                   | MTV Movie & TV Award                            | Legjobb színész sorozatban                              | Gina Rodriguez                            | Jelölve  |
| 2017                   | GMS Award                                       | Legjobb zenei vezető                                    | Kevin J. Edelman                          | Jelölve  |
| 2017                   | Teen Choice Award                               | Legjobb vígjátéksorozat                                 | Szeplőtelen Jane                          | Jelölve  |
| 2017                   | Teen Choice Award                               | Legjobb színésznő vígjátéksorozatban                    | Gina Rodriguez                            | Jelölve  |
| 2017                   | Teen Choice Award                               | Legjobb színész vígjátéksorozatban                      | Jaime Camil                               | Jelölve  |
| 2017                   | Imagen Award                                    | Legjobb főműsoridős vígjátéksorozat                     | Szeplőtelen Jane                          | Jelölve  |
| 2017                   | Imagen Award                                    | Legjobb férfi mellékszereplő vígjátéksorozatban         | Jaime Camil                               | Jelölve  |
| 2017                   | Imagen Award                                    | Legjobb női mellékszereplő vígjátéksorozatban           | Ivonne Coll                               | Jelölve  |
| 2018                   |                                                 |                                                         |                                           |          |
| TVLine, a hét előadója | Kitüntetés                                      | Andrea Navedo ("Hetvennyolcadik rész")                  | Elnyerte                                  |          |
| MTV Movie & TV Award   | Legjobb csók                                    | Gina Rodriguez, Justin Baldoni                          | Jelölve                                   |          |
| Teen Choice Award      | Legjobb vígjátéksorozat                         | Szeplőtelen Jane                                        | Jelölve                                   |          |
| Teen Choice Award      | Legjobb színésznő vígjátéksorozatban            | Gina Rodriguez                                          | Elnyerte                                  |          |
| Teen Choice Award      | Legjobb színész vígjátéksorozatban              | Jaime Camil                                             | Elnyerte                                  |          |
| Teen Choice Award      | Legjobb csók                                    | Gina Rodriguez, Justin Baldoni                          | Jelölve                                   |          |
| Imagen Award           | Legjobb főműsoridős vígjátéksorozat             | Szeplőtelen Jane                                        | Jelölve                                   |          |
| Imagen Award           | Legjobb férfi mellékszereplő vígjátéksorozatban | Jaime Camil                                             | Jelölve                                   |          |
| ALMA Award             | Legjobb vígjátéksorozat                         | Szeplőtelen Jane                                        | Elnyerte                                  |          |
| 2019                   | TVLine, a hét előadója                          | Kitüntetés                                              | Gina Rodriguez ("Nyolcvankettedik rész")  | Elnyerte |
| 2019                   | MTV Movie & TV Awards                           | Legjobb színész sorozatban                              | Gina Rodriguez                            | Jelölve  |
| 2019                   | Imagen Award                                    | Legjobb főműsoridős vígjátéksorozat                     | Szeplőtelen Jane                          | Jelölve  |
| 2019                   | Imagen Award                                    | Legjobb női főszereplő vígjátéksorozatban               | Gina Rodriguez                            | Jelölve  |
| 2019                   | Imagen Award                                    | Legjobb fiatal színész televíziós sorozatban            | Elias Janssen                             | Jelölve  |
| 2019                   | TVLine, a hét alakítása                         | Kitüntetés                                              | Bridget Regan ("Kilencvennyolcadik rész") | Jelölve  |
| 2019                   | TVLine, a hét alakítása                         | Kitüntetés                                              | Justin Baldoni ("Századik rész")          | Jelölve  |
| 2019                   | Teen Choice Award                               | Legjobb vígjátéksorozat                                 | Szeplőtelen Jane                          | Jelölve  |
| 2019                   | Teen Choice Award                               | Legjobb színésznő vígjátéksorozatban                    | Gina Rodriguez                            | Jelölve  |
| 2019                   | Teen Choice Award                               | Legjobb színész vígjátéksorozatban                      | Jaime Camil                               | Elnyerte |
| 2019                   | NAACP Image Awards                              | Legjobb rendező vígjátéksorozatban                      | Gina Rodriguez ("Hetvennegyedik rész")    | Jelölve  |